# Grève des femmes de la FN Herstal de 1966
Pour les articles homonymes, voir Grève des femmes.
La grève des femmes de la FN Herstal de 1966 est une grève menée en 1966 par les ouvrières de la FN Herstal à Herstal, près de Liège en Belgique. « À travail égal, salaire égal » était la principale revendication des ouvrières de la fabrique d’armes. La grève dura 12 semaines et eut un impact considérable sur la question de l’égalité salariale et sur l’évolution de la place de la femme dans la société belge.

## Contexte

### Contexte socio-économique
La FN Herstal, « la manufacture d’armes la plus célèbre du monde »  est, à cette époque, en plein développement et engendre de grands bénéfices, grâce à ses 10 000 employés.
À Herstal, 36,5% étaient des femmes. Elles n’étaient pas les moins bien payées d’Europe et bénéficiaient d’un système particulier qui était plus avantageux pour elles que l’accord national, Néanmoins, les négociations pour le renouvellement de l’accord national traînait en longueur et exaspérait les ouvrières, d’autant qu’à la FN, la direction prétendait attendre les décisions nationales avant de rediscuter d'un accord d’entreprise. Leurs salaires étaient variables : les graveuses, en janvier 1966, avaient un salaire moyen de 65 francs/heure, alors que les hommes, pour un même travail, gagnaient 69,50 francs. La grande majorité des femmes étaient aux machines (d'où leur surnom : "Femmes-machines") pour un salaire de 36,75 francs.

### Conditions de travail
Le travail qui leur était demandé était non seulement compliqué (il leur arrivait d’être chargées chacune de 3 machines à la fois), mais elles travaillaient aussi dans des conditions pénibles : beaucoup de contact avec l’huile (qui provoquaient des réactions cutanées), de laquelle elles tentaient de se protéger en se recouvrant de torchons ou de serpillières ; au pied, elles avaient des sabots découverts en caoutchouc, alors que les hommes avaient des sabots de bloc ; les machines faisaient un bruit assourdissant, ce qui engendrait des problèmes d’audition ; etc.,

### Utiliser le droit européen pour lutter contre les inégalités salariales
À défaut de texte légal en Belgique sur lequel les travailleuses de la FN auraient pu appuyer leurs revendications, c’est sur des textes internationaux, et surtout européens qu’elles vont prendre appui.
Au lendemain de la Seconde Guerre Mondiale, de nouvelles initiatives sont prises afin de développer le principe de l’égalité et de non-discrimination entre hommes et femmes. Parmi les auteurs de ces prises de position figurent l’Organisation des Nations-Unies, l’Organisation internationale du travail, et le Conseil de l’Europe. Ces textes manquaient d’effectivité, ayant une portée avant tout morale.
Les ouvrières de la FN se sont donc principalement basées sur un article, devenu leur référence symbolique : l’article 119 du Traité de Rome (1957). Le droit de la CEE était devenu dans les années 1960 directement applicable. Il était donc plus contraignant que celui d'autres organisations internationales. L'article 119 demandait aux états membres (la France, l’Italie, le Luxembourg, l’Allemagne, les Pays-Bas, la Belgique) d’exclure de leur législation toute discrimination fondée sur le sexe, en matière de rémunération. Ces derniers avaient un certain délai pour le mettre en œuvre (minimum 4 ans et maximum 7 ans), mais au terme, d’après le bilan de 1965 dressé par la Commission, aucun d’entre eux n’est parvenu à atteindre l’égalité requise, même si quelques progrès ont tout de même été réalisés. Les difficultés peuvent se comprendre dans le fait qu’il est difficile d’une part d’harmoniser toutes ses institutions, et d’autre part de changer une tradition profondément ancrée dans la société et dans les mentalités.
La Belgique a par ailleurs été une très mauvaise élève. Les travailleuses n'avaient toujours aucune possibilité de revendiquer leur droit d'égalité de rémunération devant une juridiction. En outre, l’égalité pour le personnel employé était pratiquement réalisé, alors que c'était loin d’être le cas pour le monde ouvrier.
L'une des leader de la grève d'Hestal, Charlotte Hauglustaine, apprend lors d'une formation syndicale assurée par l'avocate féministre belge Eliane Vogel-Polsky l'existence de l'article 119 du Traité de Rome.

## Revendications
Elles revendiquaient donc une égalité salariale pour un travail équivalent, à travers leur slogan : « Travail égal, salaire égal ! ». Elles ne supportaient plus le fait d’être moins payées que leurs collègues masculins, alors qu’elles étaient parfois chargées de taches pour lesquelles elles n’étaient pas rémunérées, comme s’occuper du travail des régleurs lorsqu’ils tombaient en panne.
C’est 'La petite Germaine', réelle porte-parole durant la grève, qui, le 9 février 1966 , a appelé ses collègues ouvrières à la grève. « Quand nous avons reçu notre feuille de paie du mois de janvier 1966, et qu'on a vu que l'augmentation n'y était toujours pas, nous avons compris qu'il fallait arrêter nos machines. »
Elles voulaient atteindre une augmentation de 3,90 francs pour les ouvrières payées à la journée, et 4,29 francs pour les ouvrières travaillant aux machines.

## Déroulement de la grève (du 16 février 1966 au 10 mai 1966)

### Aperçu de la situation avant la période de grève
La position de la direction à ce moment est claire : elle ne mettra rien en place tant qu’il n’y aura pas d’accord national. En effet la commission paritaire, composée d’une part de représentants du front commun syndical (CMB et CCMB) et d’autre part de délégués de Fabrimétal, est chargée d’adopter une nouvelle convention qui valide et approuve juridiquement l’article 119 du traité de Rome et, pour ce faire, des négociations débutent le 8 novembre 1965.
Ce comportement suscite chez les travailleuses impatience et mécontentement. Elles exigent dès lors que des discussions s’ouvrent au sein de l’entreprise pour qu’une révision de leurs barèmes soit effectuée, ce qui de leur point de vue est justifié étant donné que la fabrique n’est pas soumise à l’accord national en ce qui concerne l’établissement des classifications salariales.
Les délégués syndicaux face aux mécontentement et exigences des femmes travailleuses, pour rencontrer leur requête, demandent la tenue de pourparlers (entre eux, les délégués syndicaux et la direction) afin de trouver un accord convenable mais la direction refuse, toujours sur base de l’argument d’attente d'une convention. Les délégués renouvellent cette demande le 25 janvier 1966 mais elle aboutit encore à un refus car la direction ne se détache pas de sa position.

#### Premier débrayage
En signe de réaction contre le comportement de la direction, un premier débrayage a eu lieu avant la grève en elle-même le mercredi 9 février 1966 au sein de la fabrique. Il s’agissait d’un mouvement spontané, sans préavis ; les ouvrières ont arrêté de travailler, ont parcouru les ateliers en « prenant » avec elles celles qui ne voulaient pas s’arrêter de travailler et se sont réunies devant les grands bureaux pour faire entendre leurs revendications : « une augmentation de salaire qui porterait le minimum du salaire féminin au niveau du salaire minimum de l’ouvrier ».
Bien que lancées dans le mouvement de revendication avec ardeur, elles ont dû y mettre fin. En effet les délégués syndicaux leur ont demandé de reprendre le travail, en échange de quoi ils rentreraient en contact avec la direction et ont proposé une réunion avec l'assemblée des travailleuses le mercredi 16 février 1966 pour communiquer les résultats de leur entretien avec la direction. Sur entendement de cette proposition, les ouvrières se sont remises au travail le jour même.

#### Deuxième débrayage
L'entretien a lieu et les négociations s'ouvrent mais difficilement et avancent lentement. Les ouvrières désespèrent face au manque de progression ; les délégués de Fabrimétal n’entendent pas accorder les 5 francs d’augmentation à l’heure que les travailleuses revendiquent. De ce fait, le 16 février 1966, elles interrompent leur travail et déambulent à nouveau dans les ateliers, jusqu’aux grands bureaux et crient leurs revendications. Le lendemain, le front commun syndical décide de convoquer l’assemblée générale des ouvrières de la FN à la ruche ; environ 3 000 femmes étaient présentes, déterminées à se faire entendre. L’objectif, présenté par les dirigeants syndicaux aux ouvrières était « d’adopter une procédure d’attente pour permettre les négociations au niveau national » et donc de se rallier à la position des patrons ce à quoi les ouvrières se sont opposées. Elles décident d’aller jusqu’au bout de leur mouvement et de faire céder les patrons.
Face à cette détermination les dirigeants syndicaux s'adressent aux travailleuses et leur communiquent la décision d’organiser une rencontre avec la direction de la FN et de convoquer une nouvelle assemblée générale le 21 février 1966 pour faire part de ce qui y sera abordé à cette dernière. Au terme des communiqués des dirigeants syndicaux, les ouvrières décident de ne pas se remettre au travail et donc de prolonger la grève jusqu’au lundi 21 février 1966 ; commence alors la période de grève à proprement dit.

### Première semaine de grève
Au niveau national, le 18 février 1966, un accord de classification est élaboré ; cet accord consiste en une augmentation de salaire pour les classes 1, 2 et 3 (classes composées essentiellement de femmes) en deux temps. Il s’agit de deux augmentations de cinquante centimes qui sont prévues, l’une pour le 1er mars 1966 et l’autre pour le 1er mars 1967. Cet accord concerne les entreprises qui se sont alignées à la classification salariale nationale ; pour les entreprises qui ont gardé leur propre classification, comme c’est le cas pour la FN, il est suggéré qu’elles effectuent une opération comparable à celle prévue dans l’accord national.
Au jour du 18 février 1966 le comité d'action voit le jour : il s'agit d'un "contre-syndicat soutenu par un petit groupe politique, le PC Wallon".
Le 19 février 1966, une réunion est organisée entre les syndicats et la direction de la FN pour discuter de la mise en place des prescriptions de l’accord de la commission paritaire. Des divergences quant à l’interprétation du texte émanent : pour les patrons, il faut se cantonner à ce que l’accord prescrit et donc procéder aux deux augmentations de cinquante centimes en deux ans. Les syndicats eux disent que cette interprétation ne peut être appliqué en l’espèce et réclame une augmentation de 3,90 francs pour les ouvrières de la journée et de 4,29 francs pour les femmes-machines. Les deux parties campent sur leur position néanmoins la direction accepte de considérer la proposition des syndicats et d’en analyser les répercussions financières mais aucun accord n’est trouvé au terme de cette réunion.
Le lundi 21 février 1966 a lieu la deuxième assemblée générale des grévistes présidée par G. Barbe, membre du front commun syndical. Les porte-paroles syndicaux font part à l’assemblée des faits de la réunion du 19 février 1966, présentent leur proposition salariale, reconnaissent officiellement la grève et annonce que les grévistes seront indemnisées. Ils annoncent également la tenue d’une nouvelle entrevue avec les patrons le 23 février 1966.
Les grévistes quittent les lieux avec la même revendication : elles ne reprendront pas le travail avant que leur demande ne soit satisfaite.

### Deuxième semaine de grève
L’entrevue du 23 février 1966 aboutit à un échec dû, à nouveau, au refus de collaboration : les délégués syndicaux n’entendent pas revenir sur leur revendication et les patrons n’entendent pas se détacher de la proposition contenue dans le projet d’accord national. Dès lors les délégués syndicaux décident de faire appel à un conciliateur. Une réunion avec celui-ci est organisée le 25 février 1966 au siège de Fabrimétal mais cette initiative aboutit au même résultat : un échec.
Le 28 février, une troisième assemblée générale (rassemblement des grévistes et des délégués syndicaux) est organisée. Durant celle-ci, les délégués syndicaux font part de la réunion avec le conciliateur, expliquent la proposition des patrons (deux augmentations de cinquante centimes) et démontrent pourquoi celle-ci ne peut être appliquée en l’espèce et n’est donc pas recevable. Les femmes décident, sur ce, de poursuivre la grève et de rallier la cause des « gamins-machines » à la leur.
Dans l’optique d’une meilleure organisation et d’un contrôle plus effectif sur les influences extérieures (des membres de partis politiques profitent des assemblées pour diffuser leurs idéologies), les délégués syndicaux décident de créer un comité de grévistes composé de vingt-quatre grévistes. Ce comité serait en contact permanent avec les organisations syndicales, et de l’autre côté, il serait la voix des grévistes auprès de ces organisations syndicales.
Cette même semaine, des fonds de solidarité de différentes provenances (union des femmes pour la réforme et la paix, Confédération générale du travail (France), etc.) se manifestent.

### Troisième semaine
Une réunion de conciliation a lieu. Le conciliateur propose une augmentation de 3 francs qui se fera en 4 parties : les 1er janvier 1966, 1er avril 1966, 1er janvier 1967 et 1er juillet 1967 les femmes concernées connaîtraient une augmentation de 75 centimes sur leur salaire. Pour les femmes dont le salaire est supérieur à 40 francs cette augmentation est réduite à 25 centimes.
Les délégués syndicaux présentent cette solution à l’assemblée générale le 3 mars 1966 mais les grévistes la refusent. Elles continuent leur mouvement de grève et dans cet élan, adoptent une motion de confiance envers les membres du comité des grévistes.
La solution proposée par le conciliateur est réfutée donc par les délégués syndicaux (représentent l’avis des grévistes) mais aussi par la direction de la FN qui estime que cette proposition n’est pas convenable et se cantonne à la proposition du projet d’accord national.

### Quatrième semaine de grève
Une cinquième assemblée générale est organisée au sein de laquelle plusieurs problèmes sont soulevés par ceux qui prennent la parole. G. Barbe évoque le problème des répercussions néfaste de la grève sur l’économie en Wallonie. En effet, la région connait un déclin économique et un manque de travail croissant. Cette intervention est réfutée par un membre du CSC qui dit qu’il n’en va pas de la responsabilité du Front commun syndical. Après ces discussions, l’assemblée décide de poursuivre la grève et à partir du 9 mars 1966, les grévistes bénéficient d’une indemnité qui correspond à 75% de leur salaire. Durant cette assemblée également, des représentantes des mouvements féministes prennent la parole pour informer les membres de cette assemblée sur l’impact et l’importance de cette grève.

### Cinquième semaine de grève
Cette semaine n’est pas aussi importante que les autres en ce sens qu’elle ne connait aucune avancée significative pour la FN. Cependant, elle marque les conséquences que la grève a suscité : la moitié des effectifs de l’usine est au chômage, l’initiative de soutenir les grévistes via un soutien matériel de grévistes en difficulté, mais également la présence de la misère qui se fait sentir de plus en plus.
Il faut préciser que le travail que les grévistes effectuaient n'ont pas été attribués au personnels masculin lorsqu'elles sont parties en grève. cela est le résultat d'un esprit de solidarité.

### Sixième semaine de grève
Cette semaine est assez agitée : au niveau national, le président du Conseil belge du mouvement européen et sénateur social-chrétien E. De La Vallée-Poussin adresse une lettre au ministre de l’emploi et du travail pour susciter en ce dernier un esprit de solidarité et l’inciter à appliquer l’article 119 du Traité de Rome.
Au niveau de la direction cette semaine est marquée par un « réveil »  de celle-ci. En effet elle s’adresse à la presse sur un ton ferme en faisant comprendre à celle-ci que la grève dans laquelle ils sont engagés reste sauvage (elle est irrégulière), qu’un accord avait été conclu le 28 février et que certaines usines du secteur métallurgique appliquaient déjà cet accord en leur sein. La direction fait également parvenir des lettres personnelles à chaque gréviste.
Quant aux grévistes, leur motivation demeure fervente. Le 24 mars 1966 une partie des membres du comité d’action des femmes de la FN décide de se rendre à Charleroi pour encourager les femmes à partir en grève mais cette initiative sera dénoncée et désapprouvée lors de la septième assemblée générale par G. Barbe. Cette assemblée s’est vu accueillir de nouvelles personnes venant d’autres fabriques en Belgique mais également d’origine étrangère. Une intervenante, à savoir Germaine Copée-Gerbinet une parlementaire socialiste prend la parole et annonce à l’assemblée qu’une brèche parlementaire s’est ouverte en leur faveur et qu’un profit en sera fait pour introduire une proposition de loi visant à garantir l’application de l’article 119 du Traité de Rome.
L’assemblée se clôture avec l’annonce qu’une manifestation aura lieu dans les rues d’Herstal le 7 avril 1966.

### Septième semaine de grève
La proposition annoncée par Germaine Copée-Gerbinet est déposée le 3 avril 1966 et ouvre la session de débats parlementaires. Entre-temps le conciliateur social M. PAIE était rentré en contact de manière informelle avec les représentants de la direction et ceux du front commun syndical pour essayer de trouver un moyen de réconcilier les parties au litige.
La direction quant à elle s’adresse à nouveau à la presse en relevant le sujet de l’absentéisme féminin, l’article parait le 31 mars 1966. Il fait connaitre le fait qu’il y a en moyenne « plus 14% des femmes présentent des certificats médicaux successifs couvrant des absences prolongées, s’étendant même sur plusieurs années », ce à quoi J. Magnee répondra via un article publié dans La Cité du 2 avril 1966 que cet absentéisme avait pour cause les mauvaises conditions de travail et que les le travail des femmes-machines était très dur,.

### Huitième semaine de grève
J. Houthuys, secrétaire national de la Centrale chrétienne des métallurgistes de Belgique s’adresse au journal La Cité. Ses propos sont clairs : la direction essaye de mettre l’opinion publique de son côté et continue à défendre l’idée que les revendications des grévistes sont démesurées.
La manifestation prévue pour le 7 avril 1966 a bien lieu et se passe sans incident. Elle rassemble même les ouvrières d’autres usines telle celles des ACEC de Herstal et toutes manifestent dans un même esprit et pour atteindre le même objectif : « obtenir l’application de l’article 119 du Traité de Rome dans la révision de leur barème ».
Entre-temps, une délégation s’est rendue chez le gouverneur de province. Ce dernier soutient la cause et consent à s’adresser au ministre pour rétablir le dialogue entre les parties en cause. Une autre délégation se rend chez le bourgmestre de Herstal, J. Andrien pour effectuer la même démarche et il s’est exécuté. Pour finir, des parlementaires qui étaient présents à la manifestation ont envoyé un télégramme au ministre de l’emploi et du travail pour qu’il mette fin au conflit.
Enfin, les délégués syndicaux ont annoncé aux grévistes qu’un fonds de solidarité avait été créé et qu’il était nourri par des versements de travailleurs en activité et les travailleurs qui ont été contraints d’être au chômage par les circonstances se sont vus octroyés une indemnisation complémentaire étant donné que la délégation patronale au fonds national pour la sécurité d’existence a refusé de leur octroyer une prime de sécurité d’existence.

### Neuvième semaine de grève
La pression mise sur les dirigeants a été effective étant donné que le 15 avril 1966, l’assemblée générale apprend qu’une délégation syndicale a été reçue par le chef du cabinet du ministre de l’emploi et du travail, M. Petit et qu’une reprise des négociations aura lieu entre la direction de la FN et les syndicats le 18 avril 1966, à l’issue de laquelle s’il n’y a pas d’accord, le ministre se chargera de présider le débat. Cependant la direction ne cède pas ce qui renforce la volonté de protester jusqu'à obtention de gain de cause,.
Le 25 avril 1966 est organisée par le front commun syndical un large rassemblement à Liège pour discuter du problème de l’égalité des rémunérations des travailleuses mais également des questions relatives au travail des femmes.

### Dixième semaine de grève
La tenue d’une réunion entre le 9 et le 30 mai 1966 pour discuter de la non-observation par les pays membres, sauf la France de l’article 119 du Traité de Rome est décidée à l’unanimité par la commission sociale de parlement européen.
Au niveau national, une réunion de conciliation a lieu le 20 avril et elle est présidée par M. Petit. Pendant ce temps se sont organisés les préparatifs de la manifestation du 25 avril 1966. Celle-ci a connu un succès considérable, effectivement on compte entre 1500 et 5 000 personnes présentes dont des étrangers (France et Pays-Bas)  en signe de solidarité, le personnel féminin des magasins et de banques s’arrêta de travailler. Cette grève s'organise sans piquet de grève.
Le 26 avril 1966, a lieu la cinquième journée de conciliation paritaire à laquelle des membres du comité de grève participent à Bruxelles. Les négociations n’avancent pas vraiment. En effet les patrons proposent une augmentation horaire de 1 franc à la reprise et de 0,75 francs au premier mai 1967 alors que les représentants syndicaux restent sur leur revendication de base : 3,90 francs et 4,29 francs. Les négociations durent 12 heures, et le patronat finit par proposer une augmentation de 1,25 francs à la reprise. Les représentants syndicaux changent d’une certaine manière leur discours, ils proposent une augmentation de 2,50 francs à la reprise avec effet rétroactif au 1er janvier 1966 et une augmentation de 0,75 francs au 1er aout 1966 ce qui est égal à une augmentation de 3,25 francs pour les femmes à jour et la même chose pour les femmes au rendement avec une augmentation supplémentaire de 1 franc le 1er janvier 1967, ce qui est égal à une augmentation de 4,25 francs.
Le cœur du problème qui se présente durant cette réunion est le montant de l’augmentation à attribuer à la reprise du travail ; cette réunion se conclut par un échec une fois de plus.

### Onzième semaine de grève
Une assemblée générale est organisée à l’issue de cette réunion de conciliation pour faire une mise au point des négociations. Les ouvrières y état présentes expriment leur mécontentement et insatisfaction face à la lenteur des négociations. Mais certaines témoignent également de leur lassitude face à tout cela et adoptent un comportement « d’abandon » dans le sens où elles veulent accepter la proposition patronale.

### Douzième semaine de grève
Le 4 mai, les représentants syndicaux et patronaux sont invités au ministère de l’emploi et du travail où les deux parties auront un entretien avec M. Petit. Durant cet entretien, une phase en commission plénière a lieu pendant laquelle M. Petit présente un protocole d’accord dans lequel une augmentation de 2 francs à la reprise et une autre de 0,75 francs au 1er janvier sont instaurées mais aussi l’exclusion de revendication d’augmentation de salaire masculin et la lutte contre l’absentéisme féminin.
Le 5 mai a lieu la dernière assemblée générale. Celle-ci a pour but de présenté ce qui est ressorti du pourparlers de la veille et, on décèle durant celle-ci une volonté chez la délégation syndicale de mettre un terme à cette grève. En effet le président de la fédération Robert Lambion prend la parole et insiste sur le plan d’une victoire sur le plan des principes (70% des objectifs de base sont atteints) et que de ce fait l’acception de la proposition ministérielle devrait grandement être considérée. Ce discours suscite une division dans les opinions : certaines sont en faveur de l’acception de la proposition ministérielle, certaines sont pour le report du vote à un autre moment de sorte qu’un nombre plus représentatif de grévistes votent, et pour finir certaines refusent totalement la proposition. S’organise alors un vote par bulletin secret et sur 1545 votes émis, 1320 sont en faveur de la proposition, 205 contre celle-ci et 20 sont des bulletins nuls. Au regard de ces résultats, le président de la fédération R. Lambion annonce la reprise du travail aussitôt que la direction aura signé le protocole, ce qui fut fait le soir même.
Le 10 mai a officiellement lieu la remise au travail.

## Rôle des syndicats et réactions patronales
La CSC, syndicat chrétien, et la FGTB, syndicat socialiste, ont surtout servi de relais entre les patrons et les travailleuses. Même s’ils avaient régulièrement des informations au cinéma La Ruche, il y avait quand même des comités d’usine qui faisaient le point auprès des grévistes. De même, ils avaient comme rôle d’aller près de leurs membres, d’essayer de les soutenir, les encourager, et les aider à se préparer aussi au fait qu’un jour il faudra se remettre au travail.
Cependant, de nombreux journaux de la presse belge les soupçonnait de ne pas être réellement partisans à la grève des femmes : La Libre Belgique a écrit qu'« Ils n’osent le dire aux femmes grévistes de peur qu’elles ne se révoltent contre eux. » , ou encore « Ils essaient donc de contrôler le mouvement de revendications et de le canaliser vers l’apaisement » ; La Gauche : « le patronat doit se frotter les mains : il reçoit une aide efficace des dirigeants syndicaux dans un combat où il serait parti d’avance perdant ».
Les arguments des patrons contre ce mouvement étaient redondants : la grève s’était déclenchée sans préavis, les femmes de la FN osaient faire grève alors qu’elles étaient mieux payées qu’ailleurs (grève qu’ils qualifiaient de « grève de riches »), et ils leur reprochaient d’être la cause de la perte de marchés et de l’arrêt de production. Les patrons avaient proposé une augmentation de 50 centimes, qu’elles rejetèrent (elles ont d’ailleurs ajouté ce couplet à leur chanson « La direction a proposé cinquante centimes aux délégués. Mais nous, les femmes, on a refusé. On n’demande pas la charité ! »). Les patrons ont ensuite proposé une augmentation de 75 centimes sur 18 mois, en vain. Les ouvrières ne comptaient pas s’en contenter. Nombreuses ont été les lettres des patrons qui tentaient de casser la grève, mais elles n’ont eu aucune influence. Au contraire, cela remotivait davantage les ouvrières.
Le rôle de ces deux organes a été déterminant tout au long de la grève. En effet, elle s’est maintenue essentiellement parce qu’un accord ne pouvait être trouvé entre les délégués syndicaux et patronaux.

## Mouvement universel et solidarité
Leur organisation, leur engagement politique et leur détermination étaient ce qui faisait leur force. En ce sens, la petite Germaine racontait : « Je travaille depuis 1925. Un délégué m'a dit : ˝Tu vas être pensionnée, ne te mêle pas de ça˝. Eh bien, jusqu'à mon dernier souffle, je me battrai ! Sans les femmes, les hommes seront vite au chômage. Continuons, car le patron est plus près de ses millions que nous. On nous a assez trompées, nous sommes en grève, continuons. »
Rapidement leur mouvement fut soutenu par les hommes de l’usine mis au chômage technique (ayant refusé de les remplacer, leur nombre atteignit 5000), tout comme par les habitants des environs,, et même par des étrangers, venus manifester à leurs côtés. Et surtout, les ouvrières des ACEC de Herstal les ont rejointes le 14 mars 1966, et le 22 mars, c’était au tour des travailleuses des Ateliers Schréder. Le mouvement s’élargissait donc de plus en plus, et intéressait toutes les travailleuses d’Europe.

## Issue de la grève
Finalement, des pourparlers furent donc organisés avec le chef du cabinet de ministre du travail et de l’emploi, M. Petit. À l’issue de ceux-ci, un accord de protocole a été établi, qui consistait à octroyer une augmentation horaire de 2 francs à la reprise et une augmentation de 0,75 francs au 1er janvier 1967 et une réduction du temps de travail d’une heure  le 1er mai.

## Conséquences de la grève
Sur le plan symbolique, la grève a été une victoire : les ouvrières ont gagné davantage de respect dans le monde du travail, ont su faire entendre leurs voix et montrer leur esprit combatif, et ont pu souligner leur importance au sein de ce milieu.
Cependant, la grève de 1966 a été quelque peu décevante, car elle n’a pas abouti à octroyer aux femmes l’augmentation souhaitée pour atteindre leur première revendication « A travail égal, salaire égal ». Dès lors, en 1974, une nouvelle grève eut lieu. Elle était la conséquence directe de la grande grève de 1966. La revendication était toujours celle d’un salaire équitable, mais avec la volonté supplémentaire de promouvoir les femmes au sein de l'entreprise,.

## Impact de la grève
Les organisations syndicales ont vu leur nombre de membres féminines augmenter. À la suite de la grève, la CSC (Confédération des syndicats chrétiens) prend une décision qui est d’atteindre l’égalité salariale entre les hommes et les femmes. Le service syndical des femmes existait déjà depuis 1947, mais il s’agissait là d’une décision plus significative. Cependant, cela va se faire très lentement, jamais rien de concret n’est adopté. Ce n’est qu’en 2002 que le congrès de la CSC prendra des résolutions très favorables à la participation des femmes à la CSC, dont la volonté d’atteindre dans toutes les instances au moins un tiers des femmes pour s’engager et participer aux actions syndicales.
La grève de 1966 a déclenché la mise en application de l’article 119 du traité de Rome en Europe, et a prouvé que les femmes étaient capables de pousser bien loin leurs revendications. Cela a permis d’aboutir à des législations très importantes en cette matière comme les lois sur l’égalité de traitement et de rémunération ou celles concernant l’égalité entre les hommes et les femmes. Ces lois leur consacrent des droits qu’elles peuvent revendiquer, mais ne sont cependant pas d’application effective : un écart d’environ 20% entre les salaires des hommes et des femmes est encore et toujours présent actuellement, et une discrimination se remarque surtout dans le salaire du travail à temps partiel. « L’égalité salariale – cette injonction répétée par les instances internationales depuis 1919 (traité de Versailles) – reste impossible à atteindre, toujours contournée par des biais sophistiqués. »
Les ouvrières de la FN s’inscrivent dans un mouvement féministe, la lutte menée étant finalement une lutte contre toute forme générale de discrimination contre les femmes.

« La lutte que vous avez menée est un des plus beaux combats du mouvement ouvrier. Pour votre courage qui a forcé l’admiration de tous, pour le jalon que vous avez posé dans l’histoire du mouvement ouvrier et l’émancipation de la femme, nous vous disons, merci, mesdames. »

## Personnalités liées à cette grève
- Suzanne Grégoire